# هاکان ارسلان
هاکان ارسلان (انگلیسی: Hakan Arslan؛ زادهٔ ۱۸ ژوئیهٔ ۱۹۸۸) بازیکن فوتبال اهل ترکیه است.
از باشگاه‌هایی که در آن بازی کرده‌است می‌توان به باشگاه فوتبال سیواس‌اسپور، باشگاه فوتبال سامسون‌اسپور، و باشگاه فوتبال قاسم‌پاشا اسپور اشاره کرد.